# Belrein von Eselsberg

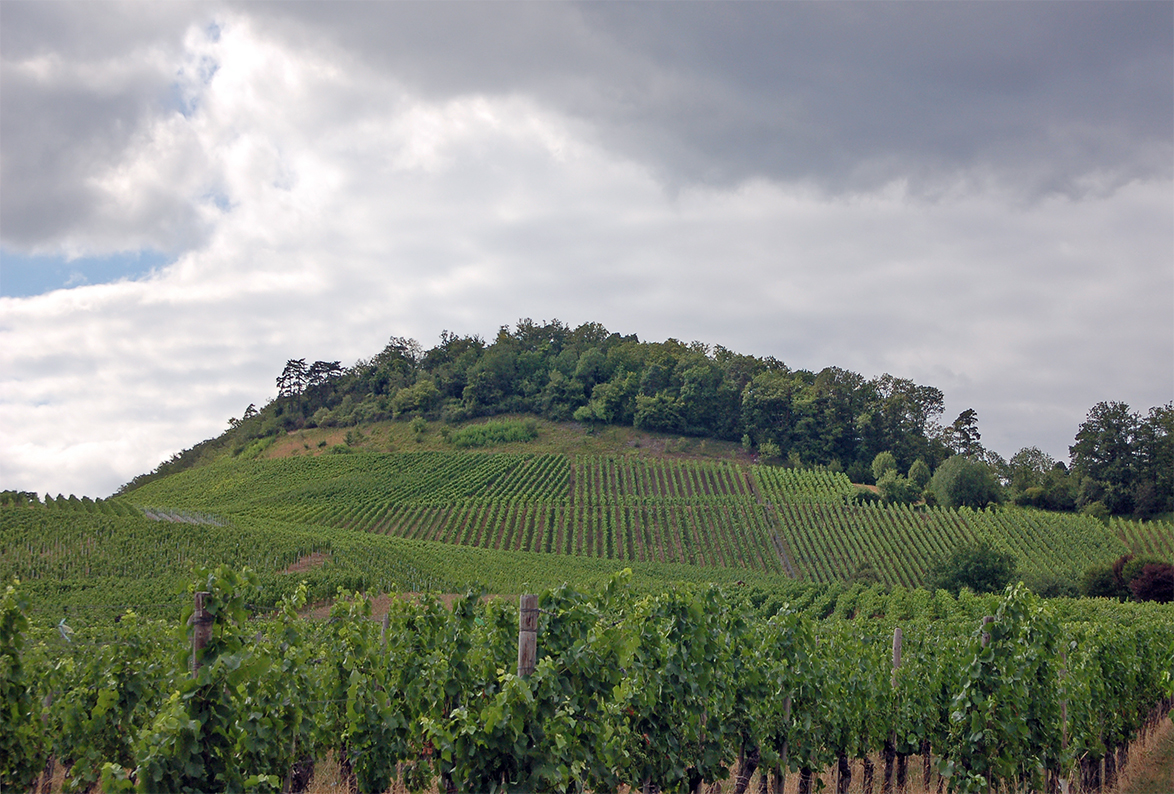
Eselsberg über Ensingen

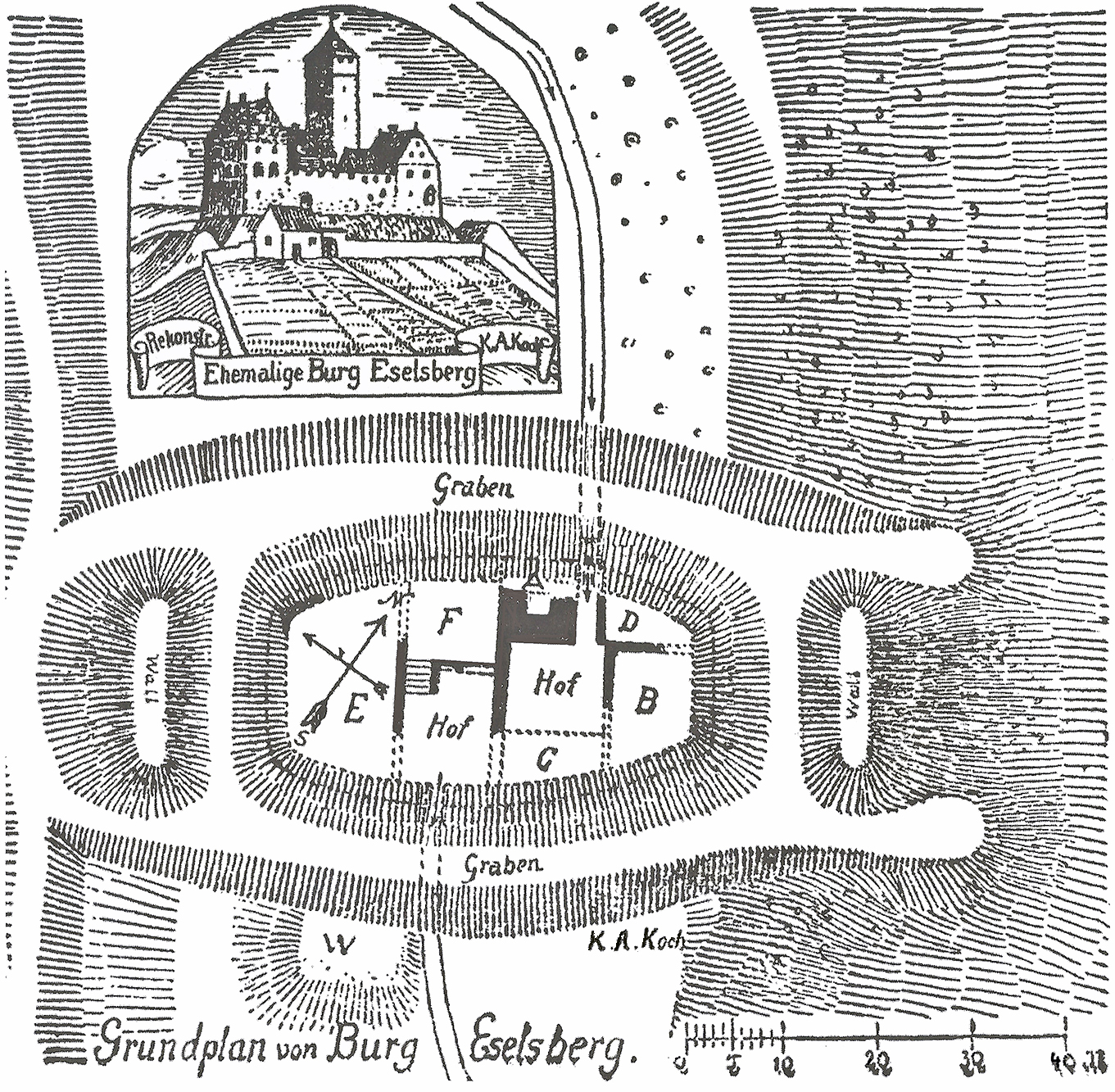
Grundriss und Versuch einer Rekonstruktion der Burg (1925)

Belrein von Eselsberg (* 12. Jh.; † um 1253) war ein schwäbischer Edelfreier und letzter männlicher Vertreter seines Geschlechts; er hatte seinen Sitz auf Burg Eselsberg über Ensingen im Landkreis Ludwigsburg und stiftete das Kloster Rechentshofen am Fuße des Strombergs.

## Leben

### Herkunft und Familie
Die Herren von Eselsberg (lokal auch von Eselsburg) hatten ihren namensgebenden Sitz auf dem Eselsberg bei Ensingen. Ihre Burg Eselsberg, heute meist Eselsburg genannt, wurde 1188 erstmals als Staufergut in einer zu Seligenstadt gegebenen Urkunde von Kaiser Friedrich I. erwähnt. 1194 war die Burg offenbar in Händen der Brüder Werner und Heinrich von „Eselesberc“, die hinter Bertold von Kräheneck als Zeugen einer Urkunde von König Heinrich VI. aufgeführt wurden. Zuvor sollen sich die Eselsberger laut Werner Palmbach „von Owenbühl“ nach dem Auenbühl bei Rechentshofen genannt haben und wie die Herren von Weißenstein aus dem Haus Kräheneck hervorgegangen sein.
Von welchem der Brüder Werner und Heinrich von Eselsberg Belrein abstammt, ist nicht bekannt. Verheiratet war er mit Agnes von Bilversheim, vermutlich eine Schwester des Bamberger Bischofs Heinrich I. von Bilversheim. Sie hatten zwei namentlich bekannte Töchter, Berchtrade und Agnes, aber keinen männlichen Nachfolger.

### Ersterwähnung
Erstmals erwähnt wurde Belrein von Eselsberg 1232 als Zeuge der Grafen von Vaihingen und von Calw, die Güter zu Öwisheim, die sie von Bischof Beringer in Speyer zu Lehen trugen, dem Konvent von Kloster Maulbronn überließen. Zeugen waren die Grafen „Otto de Eberstein und Godefridus de Lewenstein“ sowie „Otto de Brosle, Albertus Drosler, Heinricus de Rossewach, Bertholdus de Vlehingen, Belreinus de Eseleberch“. Als das Kloster Maulbronn 1232 von Graf Gottfried von Vaihingen Güter in Winmothsheim erwarb, war Belrein ebenfalls unter den Zeugen und zwar explizit als Edelfreier: „[…] liberi: Cunradus de Sterrenvils, Belreinus de Eselesberch, Burchardus et Conradus de Strubenhart, Cůnradus de Lomersheim, Albero de Slierstat, Theodoricus de Calcwile, Bertoldus Strubeco, Gerlacus de Illingen, […]“.

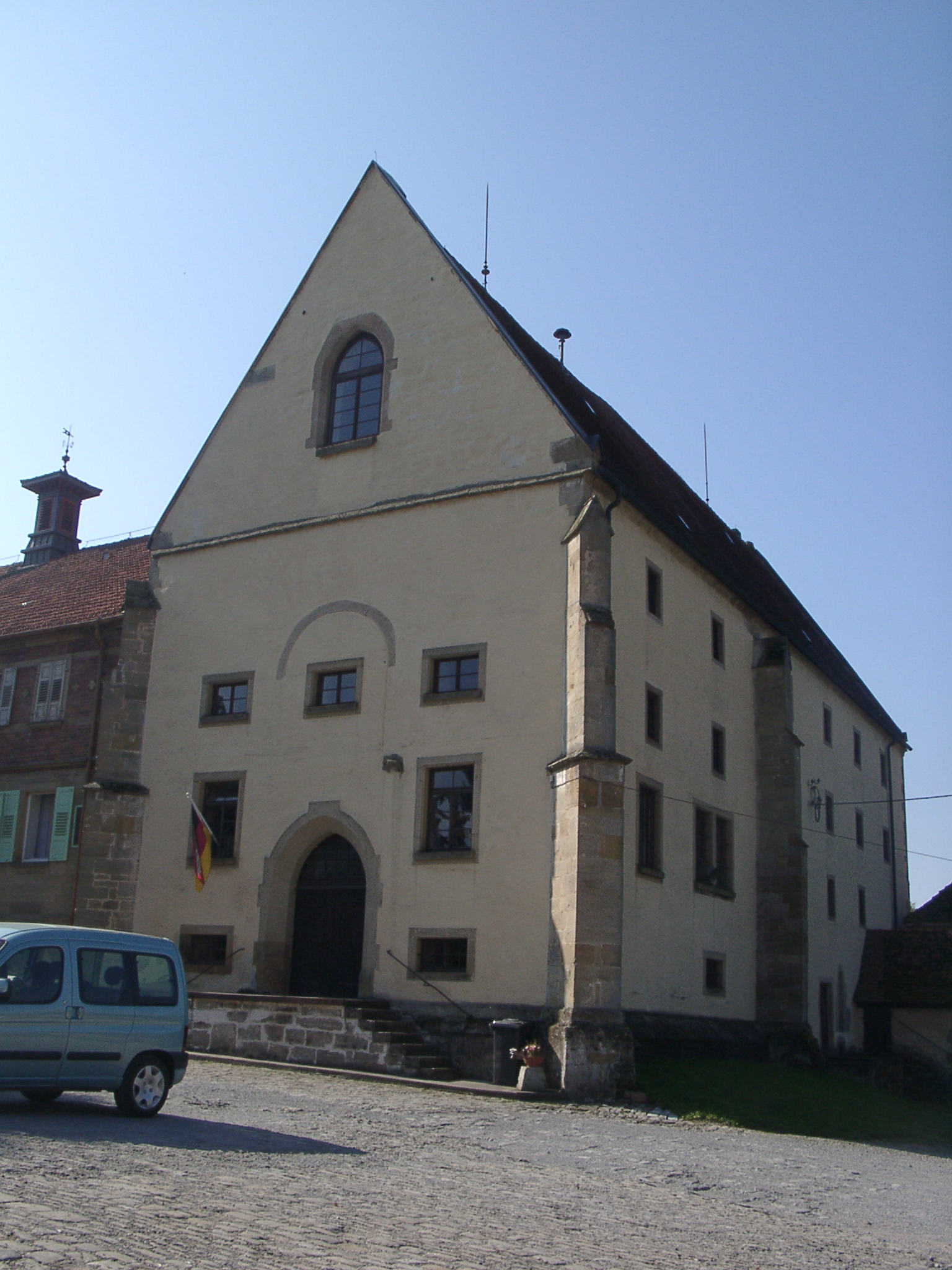
Umgebaute Kirche von Kloster Rechentshofen

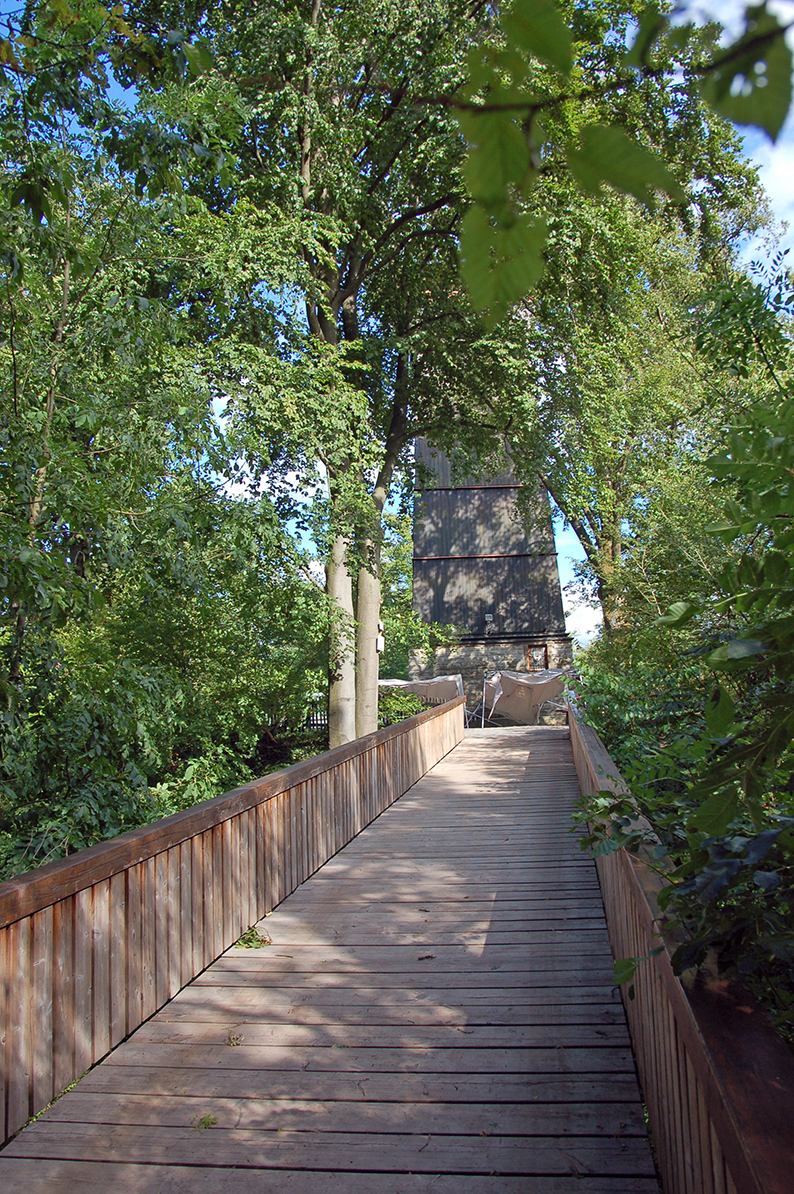
Brücke über den Halsgraben der Eselsburg

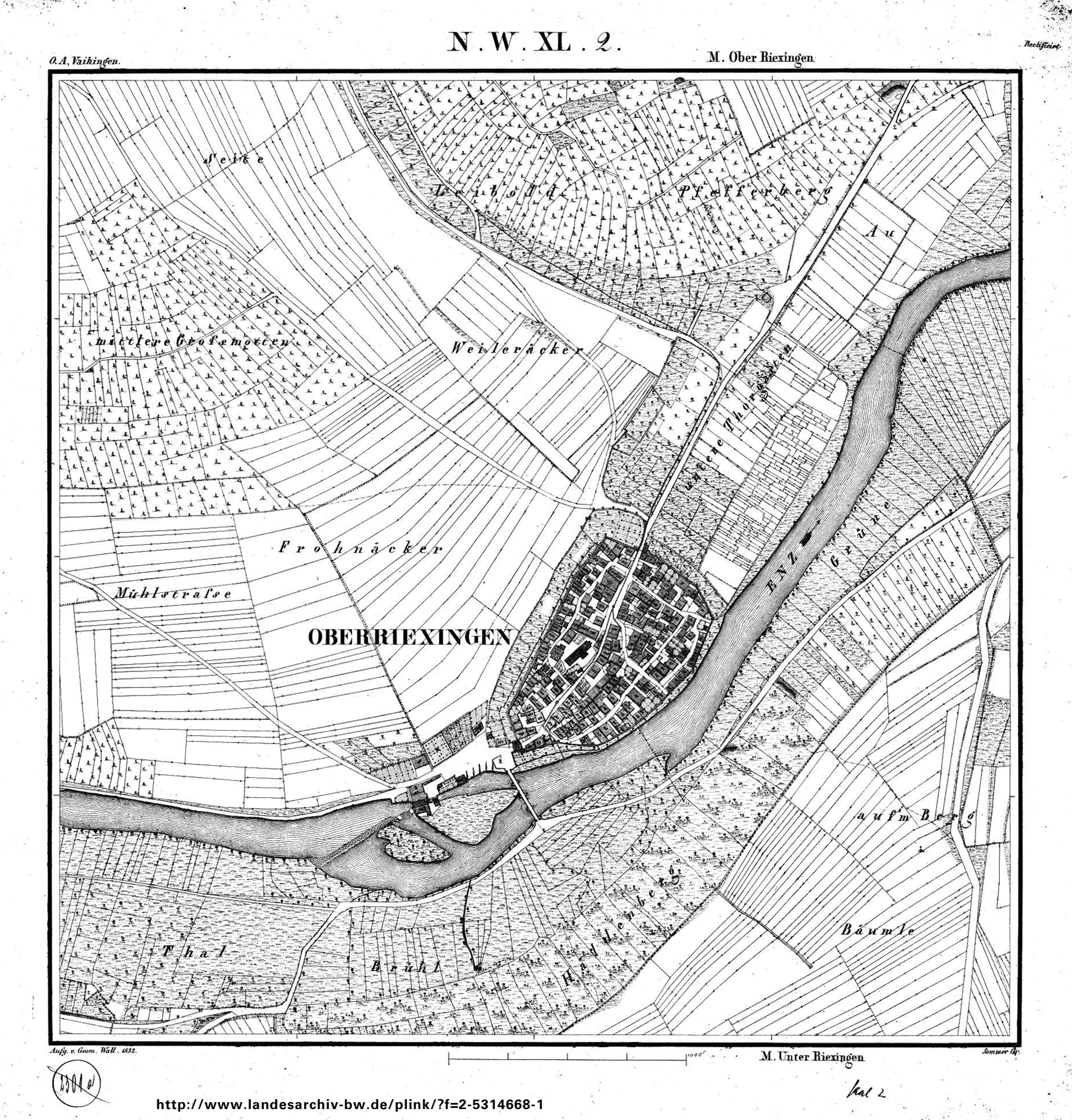
Oberriexingen von Belrein gegründet?

### Klosterstiftung
Nachdem Belrein von Eselsberg noch im Juni 1241 dem Kloster Maulbronn verschiedene Güter und Gülten in Gündelbach und Lichtenberg (vermutlich eine Wüstung im Gündelbachtal) überlassen hatte, stiftete er am 31. Juli 1241 mit seiner Frau Agnes von Bilversheim das Frauenkloster Rechentshofen südöstlich von Hohenhaslach, das sie mit Gütern und Zehnten in Rechentshofen, Auenbühl (heute Bühlwäldle nördlich vom Kloster) und im nahen Hartwald (darauf Nonnenhart genannt) begabten. Neben Prestigegründen dürfte die Sorge um das persönliche Seelenheil mit entsprechender Grablege und die Versorgung einer Eselsberg-Tochter die ohne männlichen Nachkommen gebliebenen Stifter zur Klostergründung bewogen haben. Belreins Tochter Berchtrade wurde denn auch Äbtissin des Klosters, das als Grablege ihrer Eltern und später auch der Familie ihrer mit Graf Konrad II. von Vaihingen verheirateten Schwester Agnes dienen sollte. Dass trotz dieser Verbindung und Belreins Nähe zu diesem Grafenhaus kein Graf von Vaihingen die Stiftung bezeugte, sondern merkwürdigerweise Graf Hartmann I. von Grüningen die weltliche Zeugenreihe anführte, erklärte der Landeshistoriker Hansmartin Decker-Hauff damit, dass dieser Hartmann ebenfalls eine Tochter Belreins zur Frau gehabt habe. Dieser Rückschluss gilt jedoch wie andere genealogische Konstrukte Decker-Hauffs als nicht haltbar. Weitere Zeugen waren – neben dem Speyerer Bischof Konrad von Eberstein und dem Abt von Kloster Maulbronn Konrad von Sternenfels mit Sohn – Konrad von Lomershein, Berchtold, Vogt von Weißenstein, und dessen Brüder Belrein und Helfrich. 1245 verzichtete Albert von Lomersheim, Kanoniker der Hauptkirche in Speyer und Leutpriester in Kleinsachsenheim, der sich als Blutsverwandter von Belrein bezeichnete, auf alle Ansprüche „auf den Neubruchzehenten in Rechentshofen zu Gunsten des Klosters daselbst“.

### Lebensabend
1243 trat Belrein von Eselsberg als Zeuge der Brüder Hermann und Rudolf, Söhne des zuvor gestorbenen Markgrafen Hermann V. von Baden, auf.
Um 1250 soll Belrein von Eselsberg die Stadtgründung von Oberriexingen an der Enz betrieben haben. Da dafür kein Beleg greifbar ist, eine Stadterhebung zudem eher eine Sache von Grafen war und königlicher Bestätigung bedurfte, erscheint dies allerdings zweifelhaft. Als Stadt wird Oberriexingen erstmals 1361 urkundlich erwähnt; die Stadtgründung erfolgte vermutlich im 14. Jahrhundert durch die Grafen von Vaihingen, die damals hier das Sagen hatten.
Am 2. September 1252 wurde Belrein letztmals in einer Urkunde erwähnt, als er in Maulbronn neben Graf Gottfried III. von Calw für Bischof Heinrich von Speyer als Zeuge auftrat.

## Nachlass
Belrein von Eselsberg soll um 1253 gestorben sein. Da er keinen männlichen Nachfolger und Tochter Berchtrade als Nonne bzw. Äbtissin in Rechentshofen keine Erbansprüche hatte, fiel das Erbe Belreins mit Burg Eselsberg und der Schutzvogtei über Kloster Rechentshofen an den mit Tochter Agnes verheirateten Grafen Konrad II. von Vaihingen († um 1276). Dieser urkundete belegbar erstmals am 11. November 1271 auf Burg Eselsberg und hinterließ seinen Erben „eine schwere Schuldenlast“. Um diese zu lindern, musste Sohn Konrad III. von Vaihingen von 1277 bis 1298 mehrfach auch Güter aus dem Eselsberger Erbe veräußern, brauchte dazu aber stets die Zustimmung seiner Mutter Agnes († um 1299), der ihr Ehevertrag offenbar eine starke Stellung als Witwe sicherte. Nach dem Verkauf von Burg und Stadt Vaihingen an der Enz nutzten dessen Nachfolger Burg Eselsberg im 14. Jahrhundert als Hauptsitz.
In seinem 1356 in Stuttgart abgefassten Testament vermachte Heinrich, der letzte Graf von Vaihingen, den Rest der Vaihinger Herrschaft dem Grafen Eberhard von Württemberg. Heinrichs erbberechtigte Schwester, Gräfin Mechthild „von Zollern-Eselsberg“, musste nach Heinrichs Tod 1364 allerdings extra abgefunden werden und verfügte dennoch weiterhin über die Burg Eselsberg. Vollen Zugriff erhielt das Haus Württemberg wohl erst nach dem Tode von Mechthilds Tochter Anna († 1396), die bis dahin noch einen Vogt auf dem Eselsberg hatte. Dass die Vaihinger Grafen und deren Erben die „Veste Eselsberg“ als letztes Gut lange nach der namensgebenden Burg Vaihingen herausgaben und sich selbst der mit Mechthild verheiratete Graf Friedrich von Zollern-Schalksburg „Herr von Eselsberg“ nannte, lässt auf eine hohe Standortqualität und besondere Wertschätzung dieses Belreinschen Erbguts schließen.
In der örtlichen Überlieferung wurde Belrein auch als Graf bezeichnet. Der Mineralwasser-Abfüller in Ensingen nannte mit Bezug darauf eines seiner Produkte Graf Belrein.